# Mark Nichols (giocatore di football americano)
Mark Nichols (Bakersfield, 29 ottobre 1959) è un ex giocatore di football americano statunitense che ha militato nel ruolo di wide receiver nella National Football League (NFL).

## Carriera
Al college Nichols giocò a football alla San Jose State University. Fu scelto come sedicesimo assoluto nel Draft NFL 1981 dai Detroit Lions. Vi giocò per tutta la carriera fino al 1987, con un primato personale di 4 touchdown su ricezione nel 1985.